# المؤسسة العمومية الإستشفائية الحروش
المؤسسة العمومية الإستشفائية الحروش.
تقع بالحروش ولاية سكيكدة، أنشأت بموجب المرسوم رقم:07/140 المؤرخ في 19 ماي 2007، تحت وصاية الوالي. تغطي المؤسسة العمومية الاستشفائية حوالي 197480 نسمة مقسمة على دائرتين ومكونة من 08 بلديات مؤطرة من طرف طاقم إداري وتقني.

## هيكل المؤسسة
يشرف على تسيير المؤسسة حسب الهرم التالي:
1. المديرية العامة
2. المديرية الفرعية للمالية والوسائل
3. المديرية الفرعية لصيانة التجهيزات الطبية والتجهيزات المرافقة
4. المديرية الفرعية للموارد البشرية
5. المديرية الفرعية للمصالح الصحية
6. المصالح التقنية

مصلحة الاستعجالات الطبية الجراحية: 10 أسرة منظمة
1. الاشعة
2. المخبر
3. حقن الدم
4. الصيدلة

7. المصالح الاستشفائية
- مصلحة الطب الداخلي: 32 سرير منظم

1. وحدة الطب الداخلي نساء: 16 سرير منظم
2. وحدة الطب الداخلي رجال: 16 سرير منظم

- مصلحة طب الأطفال: 38 سرير منظم

1. وحدة طب الأطفال
2. وحدة الرضع

- مصلحة الجراحة العامة: 36 سرير منظم

1. وحدة جراحة الرجال: 18 سرير منظم
2. وحدة جراحة نساء: 18 سرير منظم

- مصلحة أمراض النساء والتوليد: 42 سرير منظم

1. وحدة أمراض النساء: 20 سرير منظم
2. وحدة الولادة: 22 سرير منظم، بالإضافة إلى وحدة تصفية الدم ب15 جهاز كلى اصطناعية (Générateurs).

- مصلحة تصفية الدم

أنشأت الوحدة سنة 2006. يؤطر الوحدة:
1. 04 أطباء عامون
2. 16 ممرض مختص في الصحة العمومية
3. 03 أعوان تمريض

تحتوي الوحدة على 15 جهاز كلى اصطناعية. تتكفل الوحدة بـ 60 حالة سنويا وتغطي ما يعادل 9394 حصة إضافة إلى الحالات الإستعجالية.
- مصلحة الجراحة العامة

تتكون المصلحة من وحدتين وحدة خاصة بجراحة الرجال وأخرى خاصة بجراحة النساء والأطفال. تشهد المصلحة سنويا مرور ما يعادل 1297 حالة إستشفاء مقسمة على الوحدتين، بمعدل 7576 يوم إستشفائي.
- مصلحة غرفة العمليات

تقوم الوحدة بـما يعادل 2094 عملية جراحية سنويا منها:
العمليات القيصرية 648 عملية قيصرية سنة 2017.
1446 عمليات جراحية أخرى (جراحة عامة + جراحة العظام وجراحات صغرى).
- وحدة الطب الفيزيائي وإعادة التكييف

```
أنشأت بتاريخ 02 نوفمبر 2015، تؤطر:
```

1. 06 أفراد مختصين في العلاج الطبي والفيزيائي
2. 01 مختصة طب العمل

الحالات المرضية التي يتم معالجتها:
1. الكدمات العظمية
2. الكدمات الالتهابية
3. الكدمات العصبية
4. حالات الالتهاب

- الرئوي عند الأطفال

طبيعة مرضى الوحدة:
1. غير مقيمين بالمستشفى بمعدل ثلاث حصص أسبوعيا لكل مريض.
2. تسجل الحالات الجديدة بالسجل الخاص بالمواعيد.

مردود العمل بالوحدة بمعدل:
1. 30 حالة يوميا
2. 180 حالة أسبوعيا، بالإضافة إلى الحالات الإستعجالية.